# Erik Scavenius
Erik Julius Christian Scavenius (født 13. juni 1877 på Klintholm på Møn, død 29. november 1962 i Gentofte) var en dansk politiker og diplomat, der var udenrigsminister 1909-10, 1913-20 og 1940-43 og statsminister fra 9. november 1942 til 29. august 1943 (formelt til 5. maj 1945).

## Baggrund
Erik Scavenius var en af de syv sønner, som godsejer Carl Sophus Scavenius til Klintholm på Møn efterlod sig. Han følte sig stærkt knyttet til familien og udtalte sig trods sin stærke tilknytning til Det Radikale Venstre altid anerkendende om højremanden konseilspræsident Jacob Brønnum Scavenius Estrup til Kongsdal, der var faderens fætter. Erik Scavenius forberedte sig tidligt på en karriere i søværnet og påmønstrede 1891 som frivillig lærling krydseren Ingolf. Han fortsatte derefter som søkadetaspirant på kadetskibet Dagmar, men dumpede 1894 ved optagelsesprøven til søofficersskolen. Herom udtalte han sig med tydelig bitterhed mere end 60 år senere i et filmet interview. Sagen var, at hans foresatte lod ham dumpe ved at give ham en lav karakter i "Forhold om bord", som tildeles af chefen efter et skøn uden nærmere begrundelse.

## Karriere
Da han som 17-årig stod på bar bund efter forsøget på at blive søofficer, gik han på studenterkursus, bestod artium og læste videre på Københavns Universitet for at kvalificere sig til diplomat. Han blev cand.polit. i 1901 og begyndte 1. april samme år som volontør i Udenrigsministeriet på Kongens Nytorv. Han blev fastansat efter udstationering i 10 uger som fungerende legationssekretær i Sankt Petersborg og gjorde derefter kortvarigt tjeneste ved legationerne i Stockholm, Berlin og Paris. Fra 1906 var han ledende legationssekretær i Berlin under kammerherre Johan Hegermann-Lindencrone, som han sympatiserede med, og hvis syn på det dansk-tyske forhold lå helt på linje med hans eget.

## Politisk karriere
Det var en overraskelse, da han i 1909 blev udnævnt til udenrigsminister i Carl Theodor Zahles første ministerium. Årsagen var, at han som modstander af dansk militarisme sympatiserede med Det Radikale Venstres syn på dansk forsvars- og sikkerhedspolitik og lagde stor vægt på, at det sønderjyske spørgsmål ikke fik lov at forgifte forholdet mellem Danmark og Tyskland. Zahle fik kongen til at acceptere ham som udenrigsminister ved at stille krav om partitilhørsforhold til de andre mulige kandidater. Erik Scavenius havde intet imod at melde sig ind i Det Radikale Venstre, som han forblev medlem af til 1932, hvor P. Munch afløste ham som udenrigsminister.
I 1912 blev han gesandt i Wien og Rom og var derefter igen udenrigsminister i det andet ministerium Zahle fra 1913-20. 1918 blev han tingvalgt medlem af Landstinget, hvilket han var indtil 1920 og atter 1925-27.

### Under 1. verdenskrig
Erik Scavenius var udenrigsminister under hele 1. verdenskrig og spillede hovedrollen i bestræbelserne på at få de krigsførende til at acceptere den danske neutralitetspolitik og holde Danmark uden for krigen. Det medførte beskyldninger om at hælde mod Tyskland og gjorde ham ilde lidt i nationale kredse[kilde mangler]. Det kom stærkt til udtryk efter Tysklands nederlag, fordi han advarede mod at benytte de gunstige konjunkturer til at indlemme en talstærk tysk befolkning i det danske rige. I forbindelse med Genforeningen i 1920 holdt han derfor strengt på nationalitetsprincippet. Flensborg skulle kun være dansk, hvis et flertal af flensborgerne gav udtryk for ønske om det. Det skete ikke, og efter pres fra nationalistiske kredse forlangte kong Christian 10., at statsminister Zahle skulle opløse rigsdagen og udskrive nyvalg. Zahles vægring herved udløste hans afgang og den såkaldte påskekrise.
I mellemkrigstiden var Scavenius 1922-24 formand for Det Radikale Venstre og var ligeledes i en årrække formand for Politikens bestyrelse. Desuden var han 1924-1932 gesandt i Stockholm og derefter tilknyttet den danske delegation ved Folkeforbundet i Geneve, som han ledede i P. Munchs fravær. Han fratrådte 1. maj 1937, kort før han fyldte 60 og var indstillet på at gå på pension.

### Under 2. verdenskrig
Sådan skulle det ikke gå. Efter Danmarks besættelse i april 1940 blev Scavenius i juli på ny udenrigsminister i ministeriet Stauning, fordi der efter den tyske besættelse var stor uvilje mod, at P. Munch forblev i regeringen. Christian 10. nægtede kategorisk at acceptere en rekonstrueret regering under Thorvald Stauning, hvis P. Munch stadig figurerede på listen og bad Stauning forhøre sig endnu engang hos Erik Scavenius. Resultatet blev, at P. Munch indvilgede i at træde tilbage og pegede på Erik Scavenius som sin afløser. Som under 1. verdenskrig blev Scavenius hovedpersonen i kontakten med tyskerne. Han mente, at Danmark ville få det bedst mulige ud af situationen, hvis landet var imødekommende over for – eller endda foregreb – tyske ønsker på områder, som den danske regering på grund af magtforholdene før eller siden ville komme til at give efter for alligevel. Tre måneder efter den tyske besættelse af Danmark, i forbindelse med indtrædelse i samlingsregeringen, udsendte Erik Scavenius denne erklæring om Hitlertyskland: "Ved de store tyske Sejre, der har slaaet Verden med Forbavselse og Beundring, er en ny Tid oprundet i Europa, der vil medføre en Nyordning i politisk og økonomisk Henseende under Tysklands Førerskab. Det vil være Danmarks Opgave herunder at finde sin Plads i et nødvendigt og gensidigt aktivt Samarbejde med Stortyskland." Hans politik lykkedes, og besættelsen forløb mere fredeligt i Danmark end i de andre tyskbesatte områder. Intern modstand gjorde, at Erik Scavenius truede med sin afgang for at gennemføre sin politik.
Efter Staunings død i foråret 1942 blev Vilhelm Buhl statsminister, men han måtte allerede i november samme år gå af som følge af, at Christian 10. havde takket den tyske fører for en fødselsdagshilsen på en måde, som Hitler anså for direkte uforskammet (Telegramkrisen). Den tyske gesandt blev hjemkaldt og en nazistisk rigsbefuldmægtiget med solide relationer til de ledende tyske nazister, Werner Best, blev udpeget til at styre Danmark. Det lykkedes Werner Best at få Hitler til at acceptere en regering under Erik Scavenius, som både blev stats- og udenrigsminister. Befolkningens voksende skeptiske indstilling mod Tyskland og samarbejdspolitikken kulminerede i uroligheder i de store byer, hvorefter besættelsesmagten stillede den danske regering et ultimatum, som den afslog den 29. august 1943. Den tyske militære ledelse erklærede undtagelsestilstand, og Scavenius deponerede sin afskedsbegæring hos kongen, hvorefter regeringen ophørte med at fungere. Danmark fik departementschefstyre til krigens slutning.

## Vurdering
Scavenius' rolle under besættelsen er omdiskuteret. I mange år stod han som et symbol på samarbejdspolitikken, der af mange betragtedes som en sort plet på danmarkshistorien og som modsætning til frihedskampen. Dette synspunkt er senest fremført af tidligere statsminister Anders Fogh Rasmussen. Historikere som Bo Lidegaard og Søren Mørch har søgt at rehabilitere Scavenius ved bl.a. at fremføre, at hans politik sparede den danske befolkning i almindelighed og de danske jøder i særdeleshed for store lidelser, og der er også bred enighed blandt historikere om, at samarbejdspolitikken indtil august 1943, hvor Scavenius valgte at indgive regeringens afskedsbegæring, nød bred opbakning blandt befolkningen. Dette kan bl.a. ses i den opbakning partierne bag den fik ved folketingsvalget 23. marts 1943. Bertel Haarder mener ikke at valgresultatet viser en bred opbakning til samarbejdspolitikken. Han skriver: "Det er rigtigt nok, at ved folketingsvalget … havde 95 procent af vælgerne stemt på de mere eller mindre samarbejdsvenlige fem etablerede partier. Men det er jo ikke noget som helst bevis på opslutning bag kollaborationslinjen som sådan. Når man stemte på de etablerede partier, var det for at effektuere en afvisning af det danske nazi-parti, DNSAP."
Desuden bør det nævnes, at partiet Danmarks Kommunistiske Parti ikke var på stemmesedlen i 1943, eftersom partiet var blevet forbudt i 1941 (Kommunistloven) og dets folketingsmedlemmer sendt i interneringslejr. Det er derfor ikke til at sige, hvor stor opbakning partiet ville have fået ved valget.

## Godsejer
Scavenius arvede 1914 herregården Voergård i Nordjylland, som han afhændede 1946. Han er begravet på Voer Kirkegård i det "historiske" hjørne mellem våbenhuset og Ingeborg Skeels kapel, hvor tidligere ejere af Voergård er stedt til hvile. På hans gravsten står Cor et Manus Concordant, der betyder "Hjerte og hånd harmonerer".

## Israelsk hædersbevisning
Scavenius blev i 1961 udpeget som modtager af Staten Israels Fortjenstmedalje for sin indsats for jøderne. I et brev til ham 29. august 1961 meddelter den californiske guvernør Edmund G. Brown, at Scavenius er blevet tildelt Israels "Medallion of Valor".
Meningen var, at hædersbevisningen skulle overrækkes ham af tidligere præsidentfrue Eleanor Roosevelt ved en ceremoni i USA i november samme år. Guvernøren var formand for priskomitéen under State of Israel Bond Organization, der blandt andet uddelte medaljer på Israels vegne, og begrundelsen for at ære Erik Scavenius lød:
"Fortjenstmedaljen tildeles Dem som anerkendelse for Deres heroiske handling ved at vise det danske folks solidaritet over for truslen om jødernes udslettelse. Deres urokkelige fastholden af grundsætninger for menneskelig værdighed og anstændighed fortjener påskønnelse og anerkendelse ikke blot af Israels borgere, men af alle verdens demokratiske folk."
Erik Scavenius måtte dog meddele, at han ikke kunne rejse til USA og modtage medaljen på grund af alder og sygdom. Han døde et år senere.
Af endnu ukendte grunde fik Scavenius aldrig sin hæderspris. Selv mente han, at den socialdemokratiske statsminister Viggo Kampmann havde forhindret det og selv påtog sig æren. Kampmann fik under et besøg i Israel året efter en skov opkaldt efter sig og var med til at indvie Denmark Square i Jerusalem som tak for jøderedningen i 1943.

## Efter krigen
Scavenius blev efter krigen bebrejdet sin samarbejdspolitik. Både pressen og datidens politikere var ham imod. Selv holdt han imidlertid hovedet højt og forsøgte aldrig at løbe fra sin egen politik under besættelsen. Han begrundede ofte og gerne det realpolitiske rationale for sin politik. Til modstandsbevægelsens påstand om, at Danmark til sidst havde været i krig med Tyskland, sagde han, at det da så var godt at tyskerne ikke havde opdaget det! Ligeledes gik han også uforfærdet i forsvar for de embedsmænd i udenrigsministeriet, som blev ramt af retsopgøret. Uforandret viste han den samme civilcourage, som han også viste, når han under besættelsen var gået op imod besættelsesmagten, dog tilsat et betydeligt stænk bitterhed og sarkasme. At han ikke blev stillet for en rigsret efter krigen skyldtes, at han med sin skarpe tunge og ligeså skarpe logiske sans med lethed ville have kunnet påvise det fælles politiske ansvar for politikken. Den risiko ville politikerne ikke løbe.
Efter krigen trak Scavenius sig tilbage fra det offentlige liv indtil sin død i 1962. I 1948 udgav han dog bogen Forhandlingspolitikken under besættelsen, hvori han forsvarede sin politik.
Scavenius' erkendelse af Tysklands rolle i europæisk politik indebar, at han næppe formåede at vurdere den rolle, de da nye stormagter Sovjetunionen og USA kom til at spille i international politik.
Den første officielle anerkendelse af Scavenius kom i 1955, da der på Christiansborg blev ophængt et portræt af ham i lighed med alle andre tidligere statsministre.